# Megan Kleine
Megan Kleine (Dallas, Estados Unidos, 22 de diciembre de 1974) es una nadadora retirada especialista en estilo braza. Fue olímpica en los Juegos Olímpicos de Barcelona 1992 donde consiguió la medalla de oro en la prueba de 4x100 metros estilos tras nadar las series eliminatorias.

## Palmarés internacional
| Juegos Olímpicos | Juegos Olímpicos    | Juegos Olímpicos | Juegos Olímpicos |
| Año              | Lugar               | Medalla          | Prueba           |
| ---------------- | ------------------- | ---------------- | ---------------- |
| 1992             | Barcelona ( España) | Medalla de oro   | 4x100 m estilos  |